# Роже Матіс
Роже Матіс (фр. Roger Mathis, 4 квітня 1921, Шаван-пре-Ренан — 9 липня 2015, Феші) — швейцарський футболіст, що грав на позиції захисника за клуб «Лозанна», а також національну збірну Швейцарії.
Дворазовий чемпіон Швейцарії. Двічі володар кубка Швейцарії.

## Клубна кар'єра
У футболі відомий виступами за команду «Лозанна», кольори якої і захищав протягом усієї своєї кар'єри гравця. 

## Виступи за збірну
1954 року дебютував в офіційних матчах у складі національної збірної Швейцарії. Протягом кар'єри у національній команді провів у її формі 4 матчі.
Був присутній в заявці збірної на чемпіонаті світу 1954 року у Швейцарії, але на поле не виходив. 
Помер 9 липня 2015 року на 95-му році життя.

## Титули і досягнення
- Чемпіон Швейцарії (2):

«Лозанна»: 1943-1944, 1950-1951
- Володар кубка Швейцарії (2):

«Лозанна»: 1943-1944, 1949-1950